# Lifau
Lifau é uma cidade e suco situada no posto administrativo de Pante Macassar, no município de Oecusse, em Timor-Leste. A sua área é de 19,14 quilómetros quadrados, e a sua população era de 2 505 habitantes, de acordo com o censo de 2015.

## História
Oecusse foi o primeiro ponto da ilha de Timor em que os portugueses se estabeleceram, pelo que é usualmente considerado o berço de Timor-Leste. Em 1556, um grupo de frades dominicanos estabeleceu o primeiro povoado em Lifau, a meia dúzia de quilómetros a oeste de Pante Macassar. Em 1702, Lifau tornou-se capital da colónia ao receber o primeiro governador enviado por Lisboa, estatuto que manteve até 1767, quando os portugueses decidiram transferir a capital para Díli, como resultado das frequentes incursões das forças holandesas.
Será só em 1859, com o Tratado de Lisboa, que Portugal e os Países Baixos, dividiram a ilha entre si: Timor Ocidental para os holandeses, com sede em Cupão, e Timor-Leste para os portugueses, com sede em Díli, reconhecendo Oecusse como um exclave português no espaço holandês.
A invasão indonésia do até então Timor Português ocorreu em Oecússi uma semana antes de no resto do território, foi a 29 de novembro de 1975 que Pante Macassar foi ocupada pela quinta coluna do exército indonésio.
Contudo, mesmo sob ocupação indonésia, Oecusse continuou a ser administrado como parte da província de Timor Timur (a designação de Timor-Leste na língua indonésia), tal como sucedia no tempo dos portugueses. Por conseguinte, aquando do reconhecimento da independência do novo Estado, em 2002, Oecusse tornou-se parte integrante da jovem república.

## Galeria

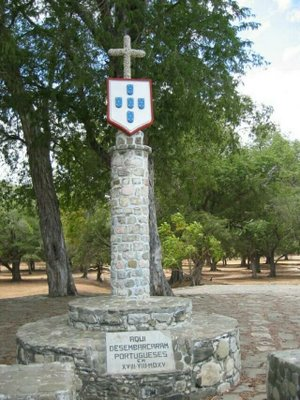
Monumento de Lifau.
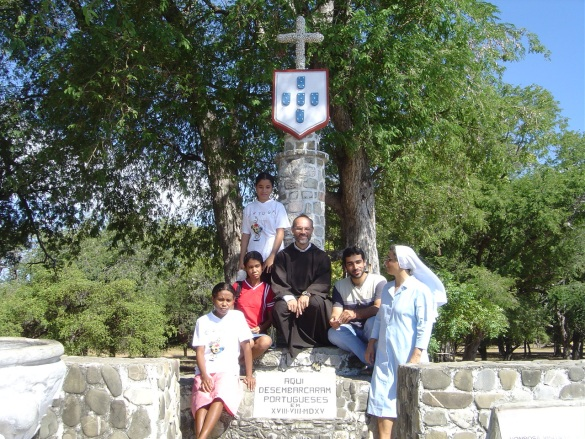
Lifau, Oecusse.